# Championnats de République centrafricaine de cyclisme sur route
Les championnats de République centrafricaine de cyclisme sur route sont organisés périodiquement depuis 2015[réf. nécessaire].

## Podiums des championnats masculins

### Course en ligne
| Année | Champion                          | Deuxième                  | Troisième                  |
| 2015  | Marvain Lopez Tognama Kossouhorou | Hervé Rodrigue Selemgouna | Toussaint Ansitanga Kongbo |

### Contre-la-montre
| Année | Champion                  | Deuxième                          | Troisième     |
| 2015  | Hervé Rodrigue Selemgouna | Marvain Lopez Tognama Kossouhorou | Samuel Azouka |

### Course en ligne espoirs
| Année | Champion                  | Deuxième             | Troisième        |
| 2015  | Hervé Rodrigue Selemgouna | Saint Merveil Gbigbi | Wilfrid Nganafio |

### Contre-la-montre espoirs
| Année | Champion                  | Deuxième      | Troisième            |
| 2015  | Hervé Rodrigue Selemgouna | Samuel Azouka | Saint Merveil Gbigbi |

## Podiums des championnats féminins

### Course en ligne
| Année | Champion | Deuxième | Troisième |
| 2015  | ?        |          |           |

### Contre-la-montre
| Année | Champion          | Deuxième               | Troisième        |
| 2015  | Fatimatou Maidida | Olivia Carole Lacourse | Innocente Gandao |